# Risoluzioni del Consiglio di sicurezza delle Nazioni Unite (1701-1800)
| Risoluzione | Data              | Voto (favorevoli/contrari/astenuti)    | Oggetto |
| 1701        | 11 agosto 2006    | Adottata all'unanimità                 | Termine del conflitto tra Israele e Libano del 2006                                                                                                  |
| 1702        | 15 agosto 2006    | Adottata all'unanimità                 | Haiti |
| 1703        | 18 agosto 2006    | Adottata all'unanimità                 | Timor Est |
| 1704        | 25 agosto 2006    | Adottata all'unanimità                 | Timor Est |
| 1705        | 29 agosto 2006    | Adottata all'unanimità                 | Tribunale penale internazionale per il Ruanda |
| 1706        | 31 agosto 2006    | 12-0-3 (astenuti: Cina, Qatar, Russia) | Sudan |
| 1707        | 12 settembre 2006 | 12-0-3 (astenuti: Cina, Qatar, Russia) | Afghanistan |
| 1708        | 13 settembre 2006 | 12-0-3 (astenuti: Cina, Qatar, Russia) | Costa d'Avorio |
| 1709        | 22 settembre 2006 | Adottata all'unanimità                 | Sudan |
| 1710        | 29 settembre 2006 | Adottata all'unanimità                 | Etiopia e Eritrea |
| 1711        | 29 settembre 2006 | Adottata all'unanimità                 | Congo |
| 1712        | 29 settembre 2006 | Adottata all'unanimità                 | Liberia |
| 1713        | 29 settembre 2006 | Adottata all'unanimità                 | Rapporto del segretario generale sul Sudan |
| 1714        | 6 ottobre 2006    | Adottata all'unanimità                 | Rapporto del segretario generale sul Sudan |
| 1715        | 9 ottobre 2006    | Adottata all'unanimità                 | Raccomandazione della Assemblea Generale sulla nomina di Ban Ki-moon come Segretario generale                                                        |
| 1716        | 13 ottobre 2006   | Adottata all'unanimità                 | Georgia |
| 1717        | 13 ottobre 2006   | Adottata all'unanimità                 | Tribunale penale internazionale per il Ruanda |
| 1718        | 14 ottobre 2006   | Adottata all'unanimità                 | Sanzioni economiche contro la Corea del Nord a seguito dei test nucleari                                                                             |
| 1719        | 25 ottobre 2006   | Adottata all'unanimità                 | Formazione dell'Ufficio integrato delle Nazioni Unite in Burundi in sostituzione delle Operazioni delle Nazioni Unite in Burundi dal 1º gennaio 2007 |
| 1720        | 31 ottobre 2006   | Adottata all'unanimità                 | Estensione del mandato per la missione delle Nazioni Unite per il Referendum nel Sahara Occidentale fino al 30 aprile 2007.                          |
| 1721        | 1º novembre 2006  | Adottata all'unanimità                 | Costa d'Avorio |
| 1722        | 21 novembre 2006  | Adottata all'unanimità                 | Bosnia ed Erzegovina: estensione del mandato per la EUFOR per 12 mesi.                                                                               |
| 1723        | 28 novembre 2006  | Adottata all'unanimità                 | Iraq: Estensione della coalizione multinazionale in Iraq fino al 31 dicembre 2007.                                                                   |
| 1724        | 29 novembre 2006  | Adottata all'unanimità                 | Somalia: Violazione dell'embargo sugli armamenti |
| 1725        | 6 dicembre 2006   | Adottata all'unanimità                 | Somalia |
| 1726        | 15 dicembre 2006  |                                        | Situazione in Costa d'Avorio |
| 1727        | 15 dicembre 2006  |                                        | Situazione in Costa d'Avorio |
| 1728        | 15 dicembre 2006  |                                        | Situazione in Cipro |
| 1729        | 15 dicembre 2006  |                                        | Situazione in Medio Oriente |
| 1730        | 19 dicembre 2006  |                                        | Problemi generali riguardanti le sanzioni |
| 1731        | 20 dicembre 2006  |                                        | Situazione in Liberia |
| 1732        | 21 dicembre 2006  |                                        | Problemi generali riguardanti le sanzioni |
| 1733        | 22 dicembre 2006  | Adottata                               | Omaggio al segretario generale uscente |
| 1734        | 22 dicembre 2006  | Adottata                               | Situazione in Sierra Leone |
| 1735        | 22 dicembre 2006  | Adottata                               | Minacce alla sicurezza e alla pace internazionale provocate da atti terroristici                                                                     |
| 1736        | 22 dicembre 2006  | Adottata                               | Situazione nella Repubblica Democratica del Congo |
| 1737        | 23 dicembre 2006  | Adottata all'unanimità                 | Programma nucleare iraniano |
| 1738        | 23 dicembre 2006  | Adottata                               | Protezione dei civili nei conflitti armati |
| 1739        | 10 gennaio 2007   |                                        | Situazione nella Costa d'Avorio |
| 1740        | 23 gennaio 2007   |                                        | Situazione in Nepal |
| 1741        | 30 gennaio 2007   |                                        | Situazione tra Etiopia e Eritrea |
| 1742        | 15 febbraio 2007  |                                        | Situazione nella Repubblica Democratica del Congo |
| 1743        | 15 febbraio 2007  |                                        | Haiti |
| 1744        | 21 febbraio 2007  |                                        | Situazione in Somalia |
| 1745        | 22 febbraio 2007  |                                        | Situazione in Timor est |
| 1746        | 23 marzo 2007     | Adottata all'unanimità                 | Situazione in Afghanistan |
| 1747        | 24 marzo 2007     | Adottata all'unanimità                 | Sanzioni contro l'Iran |
| 1748        | 27 marzo 2007     | Adottata all'unanimità                 | Situazione in Medio Oriente |
| 1749        | 28 marzo 2007     | Adottata                               | Situazione in Ruanda |
| 1750        | 30 marzo 2007     |                                        | Situazione in Liberia |
| 1751        | 13 aprile 2007    |                                        | Situazione nella Repubblica Democratica del Congo |
| 1752        | 13 aprile 2007    |                                        | Situazione in Georgia |
| 1753        | 27 aprile 2007    |                                        | Situazione in Liberia |
| 1754        | 30 aprile 2007    | Adottata all'unanimità                 | Situazione del conflitto nel Sahara occidentale |
| 1755        | 30 aprile 2007    |                                        | Rapporto del segretario generale sul Sudan |
| 1756        | 15 maggio 2007    |                                        | Situazione della Repubblica Democratica del Congo |
| 1757        | 30 maggio 2007    | 10-0 (5 astenuti)                      | Costituzione di un tribunale internazionale riguardante l'assassinio di Rafīq al-Ḥarīrī                                                              |
| 1758        | 15 giugno 2007    |                                        | Situazione in Cipro |
| 1759        | 20 giugno 2007    |                                        | Situazione in Medio Oriente |
| 1760        | 20 giugno 2007    |                                        | Situazione in Liberia |
| 1761        | 20 giugno 2007    |                                        | Situazione in Costa d'Avorio |
| 1762        | 29 giugno 2007    |                                        | Situazione in Iraq |
| 1763        | 29 giugno 2007    |                                        | Situazione in Costa d'Avorio |
| 1764        | 29 giugno 2007    |                                        | Situazione in Bosnia-Erzegovina |
| 1765        | 16 luglio 2007    |                                        | Situazione in Costa d'Avorio |
| 1766        | 23 luglio 2007    |                                        | Situazione in Somalia |
| 1767        | 30 luglio 2007    |                                        | Situazione tra Etiopia e Eritrea |
| 1768        | 31 luglio 2007    |                                        | Situazione nella Repubblica Democratica del Congo |
| 1769        | 31 luglio 2007    |                                        | Rapporto del segretario generale sul Sudan |
| 1770        | 10 agosto 2007    |                                        | Situazione in Iraq |
| 1771        | 10 agosto 2007    |                                        | Situazione della Repubblica Democratica del Congo |
| 1772        | 20 agosto 2007    |                                        | Situazione in Somalia |
| 1773        | 24 agosto 2007    |                                        | Situazione in Medio Oriente |
| 1774        | 14 settembre 2007 |                                        | Tribunale penale internazionale per il Ruanda |
| 1775        | 14 settembre 2007 |                                        | Tribunale penale internazionale per l'ex-Jugoslavia                                                                                                  |
| 1776        | 19 settembre 2007 |                                        | Situazione in Afghanistan |
| 1777        | 20 settembre 2007 |                                        | Situazione in Liberia |
| 1778        | 25 settembre 2007 | Adottata all'unanimità                 | Situazione in Ciad, nella Repubblica Centrafricana: MINURCAT                                                                                         |
| 1779        |                   |                                        | |
| 1780        |                   |                                        | |
| 1781        |                   |                                        | |
| 1782        |                   |                                        | |
| 1783        |                   |                                        | |
| 1784        |                   |                                        | |
| 1785        |                   |                                        | |
| 1786        |                   |                                        | |
| 1787        |                   |                                        | |
| 1788        |                   |                                        | |
| 1789        |                   |                                        | |
| 1790        |                   |                                        | |
| 1791        |                   |                                        | |
| 1792        |                   |                                        | |
| 1793        |                   |                                        | |
| 1794        |                   |                                        | |
| 1795        |                   |                                        | |
| 1796        |                   |                                        | |
| 1797        |                   |                                        | |
| 1798        |                   |                                        | |
| 1799        |                   |                                        | |
| 1800        |                   |                                        | |